# بارابينسك
بارابينسك (بالروسية: Барабинск) هي إحدى مدن روسيا في الكيان الفدرالي الروسي نوفوسيبيرسك أوبلاست.

## المناخ
يظهر الجدول التالي التغييرات المناخية على مدار السنة لبارابينسك:
| البيانات المناخية لـبارابينسك      | البيانات المناخية لـبارابينسك | البيانات المناخية لـبارابينسك | البيانات المناخية لـبارابينسك | البيانات المناخية لـبارابينسك | البيانات المناخية لـبارابينسك | البيانات المناخية لـبارابينسك | البيانات المناخية لـبارابينسك | البيانات المناخية لـبارابينسك | البيانات المناخية لـبارابينسك | البيانات المناخية لـبارابينسك | البيانات المناخية لـبارابينسك | البيانات المناخية لـبارابينسك | البيانات المناخية لـبارابينسك |
| الشهر                              | يناير                         | فبراير                        | مارس                          | أبريل                         | مايو                          | يونيو                         | يوليو                         | أغسطس                         | سبتمبر                        | أكتوبر                        | نوفمبر                        | ديسمبر                        | المعدل السنوي                 |
| ---------------------------------- | ----------------------------- | ----------------------------- | ----------------------------- | ----------------------------- | ----------------------------- | ----------------------------- | ----------------------------- | ----------------------------- | ----------------------------- | ----------------------------- | ----------------------------- | ----------------------------- | ----------------------------- |
| الدرجة القصوى °م (°ف)              | 3.5 (38.3)                    | 3.5 (38.3)                    | 10.0 (50.0)                   | 28.3 (82.9)                   | 36.2 (97.2)                   | 37.8 (100.0)                  | 37.8 (100.0)                  | 35.5 (95.9)                   | 32.9 (91.2)                   | 23.9 (75.0)                   | 10.5 (50.9)                   | 7.0 (44.6)                    | 37.8 (100.0)                  |
| متوسط درجة الحرارة الكبرى °م (°ف)  | −14.5 (5.9)                   | −12.7 (9.1)                   | −5.2 (22.6)                   | 6.6 (43.9)                    | 17.5 (63.5)                   | 23.3 (73.9)                   | 25.1 (77.2)                   | 22.1 (71.8)                   | 16.0 (60.8)                   | 6.6 (43.9)                    | −5.1 (22.8)                   | −11.8 (10.8)                  | 5.7 (42.2)                    |
| المتوسط اليومي °م (°ف)             | −19.1 (−2.4)                  | −17.5 (0.5)                   | −10.9 (12.4)                  | 0.9 (33.6)                    | 10.7 (51.3)                   | 16.8 (62.2)                   | 18.9 (66.0)                   | 15.9 (60.6)                   | 9.8 (49.6)                    | 1.5 (34.7)                    | −9.1 (15.6)                   | −16.3 (2.7)                   | 0.1 (32.2)                    |
| متوسط درجة الحرارة الصغرى °م (°ف)  | −23.5 (−10.3)                 | −22.2 (−8.0)                  | −15.9 (3.4)                   | −3.8 (25.2)                   | 4.5 (40.1)                    | 10.4 (50.7)                   | 12.9 (55.2)                   | 10.3 (50.5)                   | 4.8 (40.6)                    | −2.3 (27.9)                   | −13.0 (8.6)                   | −20.8 (−5.4)                  | −4.9 (23.2)                   |
| أدنى درجة حرارة °م (°ف)            | −47.9 (−54.2)                 | −44.9 (−48.8)                 | −41.2 (−42.2)                 | −29.5 (−21.1)                 | −13.0 (8.6)                   | −3.3 (26.1)                   | 2.5 (36.5)                    | −2.2 (28.0)                   | −8.0 (17.6)                   | −25.1 (−13.2)                 | −41.7 (−43.1)                 | −47.5 (−53.5)                 | −47.9 (−54.2)                 |
| الهطول مم (إنش)                    | 18.0 (0.71)                   | 13.2 (0.52)                   | 12.7 (0.50)                   | 18.3 (0.72)                   | 28.3 (1.11)                   | 49.4 (1.94)                   | 63.1 (2.48)                   | 50.9 (2.00)                   | 33.7 (1.33)                   | 33.1 (1.30)                   | 26.6 (1.05)                   | 22.4 (0.88)                   | 369.7 (14.54)                 |
| متوسط أيام هطول الأمطار (≥ 0.1 mm) | 13.7                          | 11.4                          | 11.2                          | 8.0                           | 8.4                           | 9.3                           | 7.7                           | 8.8                           | 8.5                           | 12.5                          | 17.6                          | 16.4                          | 133.5                         |
| متوسط الرطوبة النسبية (%)          | 80.1                          | 79.2                          | 76.8                          | 63.9                          | 55.9                          | 66.3                          | 72.7                          | 73.6                          | 71.4                          | 75.5                          | 83.9                          | 81.6                          | 73.4                          |
| ساعات سطوع الشمس الشهرية           | 79.1                          | 130.2                         | 182.9                         | 234.0                         | 289.9                         | 313.5                         | 316.2                         | 257.3                         | 177.0                         | 108.5                         | 67.5                          | 60.5                          | 2٬216٫6                       |
| المصدر: climatebase.ru (1933-2011) |                               |                               |                               |                               |                               |                               |                               |                               |                               |                               |                               |                               |                               |

## أعلام
- أناتولي مارتشينكو